# Mesalgoides
Mesalgoides är ett släkte av spindeldjur som beskrevs av Jean Gaud och Warren T. Atyeo 1967. Mesalgoides ingår i familjen Psoroptoididae.
Släktet innehåller bara arten Mesalgoides oscinum. Mesalgoides är enda släktet i familjen Psoroptoididae.